# Minnesota State Route 65
Minnesota State Highway 65 ist eine State Route in Minnesota. Diese Straße ist eine von drei State Routes in Minnesota, denen die gleiche Nummer zugewiesen ist, die ein US-Highway innerhalb von Minnesota hat. (Die beiden anderen sind Route 61 und Route 169).
Die Länge dieser Landstraße beträgt 273 Meilen.

## Endpunkte
Minnesota Highway 65 beginnt an der Washington Avenue (Hennepin County Road 152) am nördlichen Rand des Zentrums von Minneapolis und führt in nördlicher Richtung zum U.S. Highway 71 in Littlefork (etwas südlich von International Falls).

## Anmerkungen

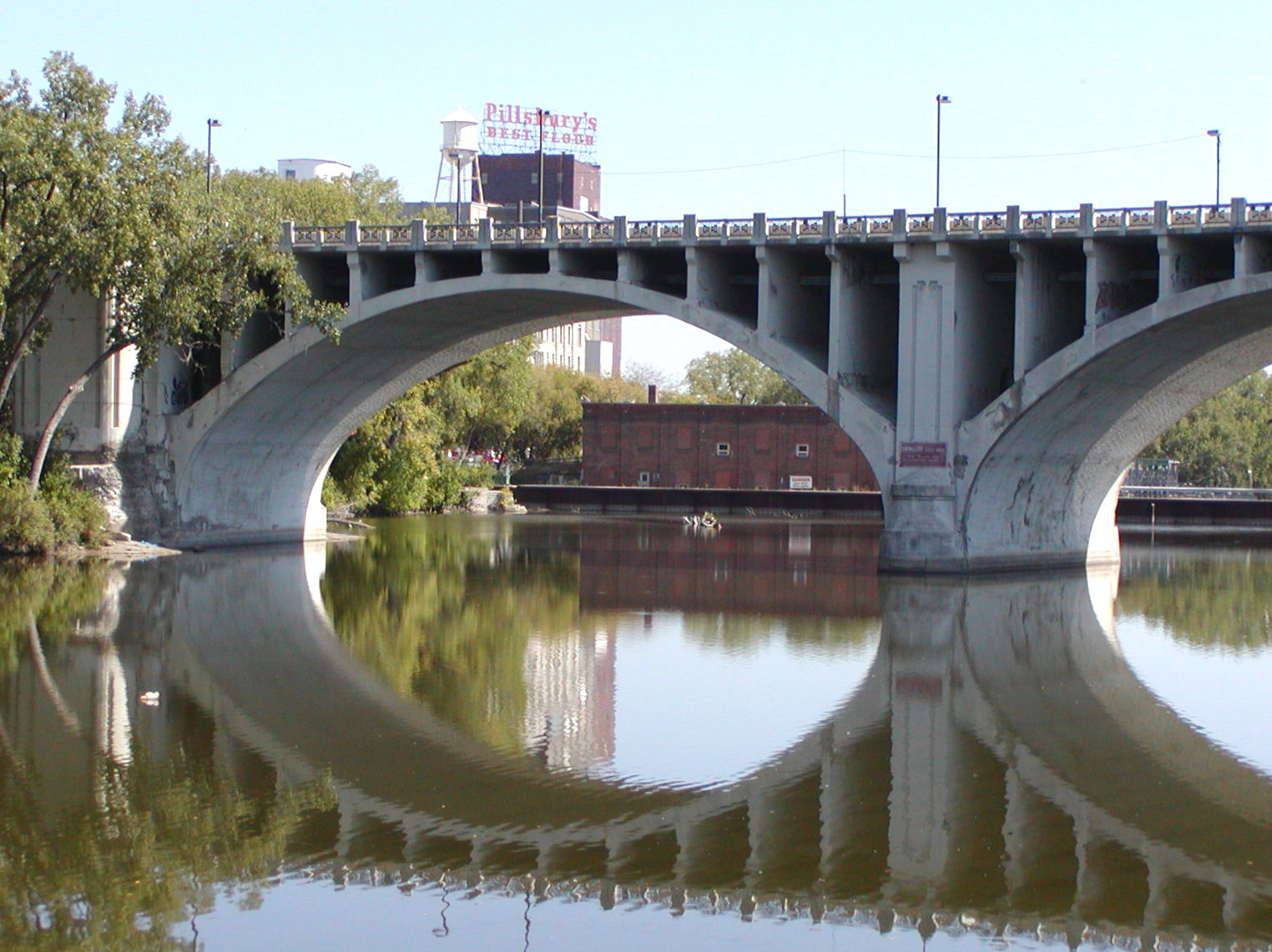
Highway 65 bei der Überquerung der Saint-Anthony-Fälle